# Siła nabywcza
Siła nabywcza pieniądza – realna wartość pieniądza. Określa, ile dóbr i usług można nabyć za jednostkę pieniądza. Siła nabywcza zmienia się pod wpływem zmiany cen w gospodarce. Jeżeli w gospodarce nie zmieniają się dochody ludności i występuje wzrost cen (inflacja), to siła nabywcza pieniądza zmniejsza się. Jeżeli występuje spadek cen (deflacja) – siła nabywcza ulega zwiększeniu.